# Терца (интервал)
Терца (от латински – terta, през италиански – terza – „трета“) е музикален интервал, при който два тона от диатоничния лад отстоят помежду си на 2 степени.
Терцата може да бъде голяма или малка. При малката отстоянието е тон и половина – „(до – ми бемол)“, при голямата – два цели тона – „(до – ми бекар)“.
Забележка: По-рядко може да се срещне увеличена голяма терца (до – ми диез) или умалена голяма терца (до-ми бемол – енхармонична на натуралната малка терца). Тези интервали се използват изключително рядко и засягат основно теорията на музиката. Поради тяхната енхармоничност обикновено композиторите при записването на нотния текст използват модулация и следващите от нея натурални значения на интервала.
В музикалната хармония терцата има особено важно място:
- Много често двойка гласове се водят именно на интервал терца, особено при двугласа.
- Терцата е особено важна при съставянето на музикалния акорд, който се стои именно върху този интервал.
- При теоретичното определение за мажор и минор в определението се използва именно терцата.